# Ruiloba
Ruiloba is een gemeente in de Spaanse provincie en regio Cantabrië met een oppervlakte van 15,13 km². Ruiloba telt 765 inwoners (1 januari 2016).

## Demografische ontwikkeling
Bron: INE, 1857-2011: volkstellingen
Opm.: In 1857 werd Alfoz de Lloredo een zelfstandige gemeente